# Brendan Fairclough
Brendan Fairclough, né le 10 janvier 1988 à Guildford, est un coureur cycliste britannique. Spécialiste du VTT, il est notamment champion d'Europe de descente juniors en 2005 et 2006.

## Palmarès en VTT

### Championnats du monde
- Livigno 2005
  -  Médaillé d'argent de la descente juniors
- Champéry 2011
  - 5e de la descente

### Coupe du monde
Coupe du monde de descente
- 2005 : 24e du classement général, un podium
- 2008 : 8e du classement général
- 2010 : 6e du classement général, deux podiums

### Championnats d'Europe
- Commezzadura 2005
  -  Champion d'Europe de descente juniors
- Commezzadura 2006
  -  Champion d'Europe de descente juniors

### Championnats de Grande-Bretagne
- 2006
  -  Champion de Grande-Bretagne de descente juniors